# Padang Baru (Susoh)
Padang Baru is een bestuurslaag in het regentschap Aceh Barat Daya van de provincie Atjeh, Indonesië. Padang Baru telt 2199 inwoners (volkstelling 2010).